# Miéntele
«Miéntele» es una canción de la banda chilena Los Bunkers compuesta por los hermanos Durán. Es la séptima del disco Vida de perros y fue lanzada como cuarto sencillo. Fue el segundo sencillo, después de «Llueve sobre la ciudad», mejor posicionado del álbum.

## Letra
La canción escrita por los hermanos Durán y cantada por Álvaro en primera persona habla sobre una relación prohibida, dedicada a una mujer que está en pareja y aun así mantiene una relación clandestina.

## Video musical
El video estuvo dirigido por Paula Sandoval y se muestra a la banda tocando en una habitación junto a una pareja de fondo teniendo relaciones. 

## Personal
- Álvaro López - Voz
- Francisco Durán - Guitarra eléctrica líder
- Mauricio Durán - Guitarra eléctrica rítmica
- Gonzalo López - Bajo eléctrico
- Mauricio Basualto - Batería

## Recepción
El crítico David Ponce de El Mercurio alabó la canción, comparando los últimos minutos con las guitarras y baterías de "This Charming Man" de The Smiths.

## Presentaciones destacadas
- Festival de Viña del Mar (2007, 2012)
- SesioneS con Alejandro Franco (2007)
- En vivo: Los Bunkers (2011)
- México Suena (2012)

## En cultura popular
- 2007: Banda sonora de la teleserie Vivir con 10 de Chilevisión.